# Васил Пупешков
Васил Цветков Пупешков, наричан още Даскал Васил е български революционер, учител и политик.

## Биография
Роден е през 1837 или 1838 г. в Тетевен в семейството на дребен търговец. Учи в Тетевен и Сопот. Учителства последователно в Тетевен през 1859 – 1861, Севлиево (1861 – 1863), във Видраре (1863 – 1864), Троян (1864 – 1865) и отново в Тетевен (1866 – 1870), Видраве (1870 – 1872) и Оряхово (1872). Има двама сина Цветан Пупешков, който е прокурор, адвокат и народен представител и Павел Пупешков, подполковник от кавалерията. Съпругата му Мария е учителка. Участва в църковното движение в Севлиево, секретар на Тетевенския революционен комитет, основан от Васил Левски. Арестуван е след Арабаконашкия обир през 1872 г. Осъден е на 6 години затвор в Диарбекир, които излежава до 1878 г. След освобождението на България е определен за председател на Орханийския окръжен съвет. След това е председател на Постоянната комисия в Орхание. Между 1883 и 1884 г. отново е учител в Тетевен. Работи като бирник и ковчежник в Ловеч и Тетевен. Участва в Учредителното събрание „по звание“ като председател на Орханийския окръжен съвет. С либерални убеждения. Убит е от разбойници през 1887 г. в родния си град.